# 1962 au Maroc
Chronologie du Maroc
- 1958
- 1959
- 1960
- 1961
- 1962
- 1963
- 1964
- 1965
- 1966

Cet article présente les faits marquants de l'année 1962 au Maroc ou relatifs au Maroc.

## Événements
- Le référendum constitutionnel du Maroc en 1962 est le premier référendum de l'histoire contemporaine du Maroc, proposé par le roi Hassan II. Il prévoyait de créer la première constitution pour l'État marocain.
- 3 mars : premier discours du trône du roi du Maroc Hassan II, qui annonce sa décision de nationaliser l’énergie électrique et les chemins de fer[1].
- 10 mai : Oujda. Début du rapatriement des réfugiés algériens au Maroc. Départ d'un premier convoi de 193 personnes[2].
- 6 juillet : incidents à Tindouf et Saf-Saf, au Sahara algérien revendiqué par le Maroc[1].
- 16 novembre : l’opposant marocain Mehdi Ben Barka échappe à un attentat déguisé en accident de la circulation[1].
- 7 décembre : adoption de la Constitution par référendum au Maroc[1].

## Sports
- La Coupe du Maroc de football 1961-1962, également nommée Coupe du Trône est la sixième édition de la compétition.
- La Coupe du Maroc de football 1962-1963, également nommée Coupe du Trône est la septième édition de la compétition.
- La saison 1961-1962 des FAR de Rabat est la quatrième de l'histoire du club. Elle débute alors que les militaires avaient remporté le championnat de la saison dernière. Le club est par ailleurs engagé en coupe du Trône.
- La saison 1962-1963 des FAR de Rabat est la cinquième de l'histoire du club. Elle débute alors que les militaires avaient remporté le championnat de la saison dernière. Le club est par ailleurs engagé en coupe du Trône.

## Culture
- Âmes et Rythmes, film marocain réalisé par Abdelaziz Ramdani.
- Les Enfants du soleil, film franco-marocain réalisé par Jacques Séverac.
- Tartarin de Tarascon, film réalisé par Francis Blanche et Raoul André.